# Álex Menéndez
Alejandro Menéndez Díez, meglio noto come Álex Menéndez (Gijón, 15 luglio 1991), è un calciatore spagnolo, difensore del Langreo.